# Alejandro Frank
Alejandro Frank Hoeflich (Monterrey, Nuevo León, 1951) es un físico, investigador, catedrático y académico mexicano. Se ha especializado en física nuclear y molecular, es uno de los principales teóricos en el campo de la supersimetría nuclear. Ha incursionado en temas multidisciplinarios y las ciencias de la complejidad. Recibió el Premio Nacional de Ciencias y Artes en 2004. Es miembro de El Colegio Nacional desde el 31 de marzo de 2016

## Estudios y docencia
Cursó licenciatura, maestría y doctorado en la Facultad de Ciencias de la Universidad Nacional Autónoma de México (UNAM). Adicionalmente, realizó estancias sabáticas en el Laboratorio Nacional Brookheaven, en la Universidad de Yale y en el Departamento de Física Atómica, Molecular y Nuclear de la Universidad de Sevilla.[cita requerida]
Fue jefe del Departamento de Estructura de la Materia en el Instituto de Ciencias Nucleares de la UNAM, del que también fue director. Fue consejero universitario y miembro de la Comisión Dictaminadora de cuatro institutos de la UNAM: Astronomía, Matemáticas, Física y Biotecnología. Ha impartido cátedra en su alma mater y en la Universidad Autónoma del Estado de Morelos, así como en la Universidad de Sevilla. Asimismo, ha impartido cursos en diversas escuelas de verano nacionales e internacionales.
Es Coordinador General del Centro de Ciencias de la Complejidad de la UNAM

## Investigador y académico
En 1979, ingresó al Instituto de Ciencias Nucleares de la UNAM como investigador asociado, y logró ser investigador titular nivel “C” en 1987. Ha realizado varias estancias en el laboratorio nuclear Grand Accélérateur National d'Ions Lourds (GANIL) en Caen, Francia. Es investigador nivel III del Sistema Nacional de Investigadores y miembro del Consejo Consultivo de Ciencias de la Presidencia de la República. Fue coordinador del Comité Científico de Ciencias Exactas del Consejo Nacional de Ciencia y Tecnología (Conacyt). Ha sido presidente de la Fundación Marcos Moshinsky y es miembro de El Colegio Nacional desde marzo del 2016.[cita requerida]
Sus aportes a la física nuclear y molecular son reconocidos internacionalmente por sus descubrimientos y trabajos de investigación utilizando métodos de simetría. Se le considera un experto en la aplicación de las técnicas matemáticas de la teoría de grupos y métodos algebraicos a problemas de física. Es uno de los creadores de la teoría algebraica de la dispersión. Ha incursionado también en investigaciones de mecánica cuántica, óptica y la estructura bariónica nuclear, y también ha trabajado en la hipótesis de matrices estocásticas y los problemas de coexistencia, cambios de fase y caos en el núcleo atómico.
Desde 2012, trabaja en el campo de las ciencias de la complejidad, en colaboración con médicos, biólogos, neurólogos, físicos y matemáticos, en problemas multidisciplinarios de alarma temprana y microbiología.[cita requerida]
Es fundador del Programa Adopte un Talento (PAUTA) y del Centro de Ciencias de la Complejidad de la UNAM.[cita requerida]
El 3 de marzo del 2016, ingresó como miembro en El Colegio Nacional, la máxima institución académica de México.

## Obras publicadas
Ha publicado más de 200 artículos en revistas especializadas como Physics Today, Reviews of Modern Physicys, Advances in Chemical Physics y Physical Review Letters. Por otra parte, ha publicado más de 65 artículos en libros editoriales. Sus artículos han sido citados en más de 6000 ocasiones. Sus publicaciones han sido reseñadas en libros de texto.[cita requerida]
En 1994, publicó el libro Algebraic Methods in Molecular and Nuclear Structure Physics, en coautoría con el doctor Piet van Isacker, del GANIL. Este libro se utiliza como libro de texto en varias universidades. En el 2008, fue coautor del libro Symmetries in Atomic Nuclei. From Isospin to Supersymmetry, con Van Isacker y Jan Jolie, del Laboratorio de Física Nuclear de Colonia, Alemania.[cita requerida]

## Premios y distinciones
- Beca Guggenheim por la John Simon Guggenheim Memorial Foundation en 1991-1992.
- Premio “Manuel Noriega Morales” de 1991-1992, otorgado por la Organización de Estados Americanos (OEA).
- Premio de Ciencias Puebla, en 1986.
- Premio de la Academia Mexicana de Ciencias, en 1989.
- Reconocimiento Distinción Universidad Nacional para Jóvenes Académicos (RDUNJA) por la Universidad Nacional Autónoma de México en 1991.
- Medalla “Marcos Moshinsky”, otorgada por el Instituto de Física de la Universidad Nacional Autónoma de México, en 1996.
- Fellow de la American Physical Society, en 1998.
- Premio Universidad Nacional, en el área de Investigación de Ciencias Exactas, por la Universidad Nacional Autónoma de México, en el 2001.
- Premio Nacional de Ciencias y Artes en el área de Ciencias Físico-Matemáticas y Naturales, otorgado por la Secretaría de Educación Pública en el 2004.
- Premio Scopus México por la mayor cantidad de textos publicados, otorgado por la Editorial Elsevier en el 2008.[7]

- Director, Instituto de Ciencias Nucleares, UNAM (2004-2012).[cita requerida]

- Profesor Invitado, 2013-2016 Universidad Northumbria, Reino Unido.[cita requerida]

- Miembro Titular, Academia Mexicana de Ciencias, 2013[8]

- Coordinador, Centro de Ciencias de la Complejidad (UNAM) 2014- .[cita requerida]

Miembro de la Academia Latinoamericana de Ciencias  2019